# Komunikacja miejska w Pucku
Komunikacja miejska w Pucku – system transportu miejskiego w Pucku, uruchomiony w 2017. Składa się z tylko jednej linii autobusowej.

## Historia
Pierwszy raz w historii miasta komunikacja miejska zaczęła funkcjonować 8 października 2001. Linia autobusowa nr 71, obsługiwana przez autobusy wysokopodłogowe – srebrne Mercedesy (posiadające wśród kierowców własną nazwę – „Franki”, związaną z napisem na boku jednego z pojazdów), należące do PKS Gdynia, kursowała na trasie Jaśminowa – Urząd Gminy, łącząc miejskie urzędy i centrum handlowe. Początkowo z nowego środka transportu nie korzystało wielu mieszkańców, później to się zmieniło. Mimo wysokiej frekwencji w pojazdach przewoźnik zdecydował się 1 lipca 2002 zawiesić połączenie, tłumacząc to zakończeniem roku szkolnego. Po wakacjach połączenie nie zostało przywrócone.
Po raz kolejny komunikacja miejska w mieście została uruchomiona 1 października 2017. Ponownie operatorem przewozów został PKS Gdynia. Połączenie, oznaczone numerem 1 i nazwane „Linią po Pucku”, zostało początkowo uruchomione na okres próbny. Dzięki dużej liczbie pasażerów zdecydowano się pozostawić komunikację, zrezygnowano jednak z kursów w niedziele i święta. 17 maja 2021 zmieniono trasę autobusu i zlikwidowano zajazdy do Celbówka z powodu niskiej frekwencji.